# Het Schip De Lading

Het 20 meter lange schip van papier-maché in de takels.

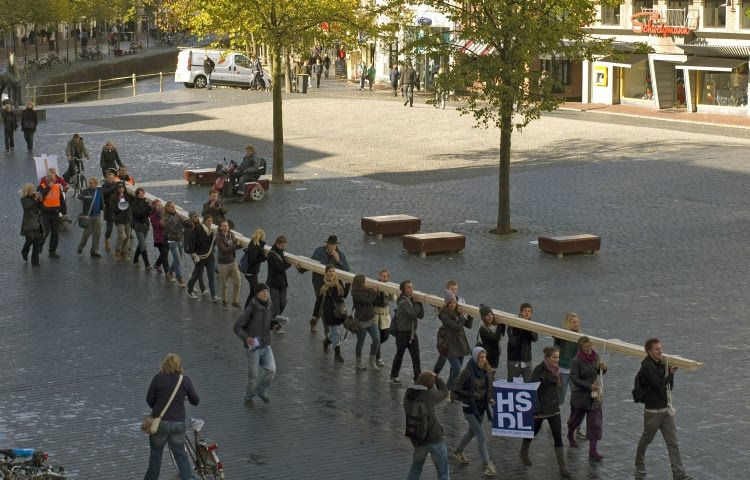
De kielbalk voor het schip werd in 2010 door leerlingen van het ROC naar de Blokhuispoort gedragen.

Het Schip De Lading is een kunstproject in Leeuwarden van de stadskunstenaar Marten Winters.

## Het schip
Vanaf oktober 2010 bouwde de kunstenaar samen met duizenden inwoners van de stad Leeuwarden op de binnenplaats van de voormalige gevangenis De Blokhuispoort een 20 meter lang schip van papier-maché. De huid en de lading van het schip bestaan uit verhalen in woord en beeld van en over Leeuwarders. Videoportretten (interviews) tekeningen, verhalen, foto's maken deel uit van deze lading. Ze vertellen over wat mensen bezighoudt, hun passies en wat ze belangrijk vinden in hun leven. Het uiteindelijke doel van het schip is om ermee op reis te gaan, de verhalen aan de buitenwereld te tonen en nieuwe te verzamelen.

## Kunst, educatie en maatschappelijke betrokkenheid
Het Schip De Lading, afgekort HSDL, is niet alleen een kunstproject, ook educatie, techniek en innovatie spelen een belangrijke rol. Tevens heeft het project een grote sociale en  maatschappelijke component. Er werken heel verschillende mensen aan mee, van professionals (scheepstimmermannen en scheepsarchitecten) tot schoolkinderen, mensen met een verstandelijke beperking of met psychische problemen. Maar ook stagiaires houtbewerking, camera en montage, design, culturele/maatschappelijke vorming en studenten jachtbouw. Het project brengt verschillende groepen mensen bij elkaar waarbij kennisoverdracht een belangrijke rol speelt.

## Tewaterlating
Op 11 september 2011 werd het schip over de gevangenismuren uit De Blokhuispoort getakeld en op een dieplader door de stad naar de Prinsentuin gereden. De publieke belangstelling was groot, ruim 10.000 mensen waren getuige van het spektakel. Het laatste stuk van de route werd het schip met mankracht getrokken onder leiding van voormalig sterkste man van Nederland Wout Zeilstra. Deze actie was een directe verwijzing naar een van de inspiratiebronnen van het project, de film Fitzcarraldo van Werner Herzog.

## Lekkage
Nadat het schip te water was gelaten bleek het al snel water te maken. Pompen konden voorkomen dat het schip zonk. Op 12 september werd het schip naar een industrieterrein gesleept en weer op het droge getakeld. Later bleek dat er in de coating, die op zich sterk genoeg was, honderden minuscule gaatjes zaten. Dit was vanwege het experimentele karakter van de bouw  door de makers van tevoren niet voorzien.

## Het vervolg
Momenteel ligt het schip op een nieuw ingerichte tijdelijke werf aan de Zwette in Leeuwarden. Afgelopen winter is de gehele bodem door een groep vrijwilligers uit de boot  gehaald zodat ze kan worden vervangen door een nieuwe van hout en epoxy. Ook wordt er een motor geïnstalleerd om zelfstandige verplaatsingen mogelijk te maken. Hoewel er niet echt een deadline voor de nieuwe tewaterlating is verwacht men dat het schip in de loop van de zomer van 2012 weer gaat varen. Er zullen dan eerst een aantal proefvaarten gemaakt worden om het schip te testen. De bedoeling is dat er kleine evenementen op het schip georganiseerd gaan worden, filmvoorstellingen, lezingen en optredens van bands. Een artist in recidence-programma is in voorbereiding. Ook wordt het publiek uitgenodigd om het schip te bezoeken om de lading te bekijken en nieuwe toe te voegen.